# Чан Хе Джи
Чан Хе Джи (кор. 장혜지; род. 7 августа 1997) — южнокорейская кёрлингистка.
В составе смешанной парной сборной Южной Кореи участник зимних Олимпийских игр 2018 (заняли пятое место), трёх чемпионатов мира (лучший результат — четвёртое место в 2018). Четырёхкратная чемпионка Республики Корея среди смешанных пар.

## Достижения
- Чемпионат Республики Корея по кёрлингу среди смешанных пар: золото (2016, 2017, 2019, 2020).

## Команды
| Сезон                                               | Четвёртый  | Третий      | Второй    | Первый       | Запасной              | Турниры                                               |
| --------------------------------------------------- | ---------- | ----------- | --------- | ------------ | --------------------- | ----------------------------------------------------- |
| 2015—16                                             | Чан Хе Джи | Ryu Youngju | Kim Jueun | Yeo Eunbyeol |                       |                                                       |
| Кёрлинг среди смешанных пар (mixed doubles curling) |            |             |           |              |                       |                                                       |
| 2015—16                                             | Чан Хе Джи | Ли Ки Джон  |           |              | тренер: Jang Ban-seok | ЧМСП 2016 (13 место)                                  |
| 2016—17                                             | Чан Хе Джи | Ли Ки Джон  |           |              | тренер: Jang Ban-seok | ЧРКСП 2016 · ЧМСП 2017 (6 место)                      |
| 2017—18                                             | Чан Хе Джи | Ли Ки Джон  |           |              | тренер: Jang Ban-seok | ЧРКСП 2017 · ЗОИ 2018 (5 место) · ЧМСП 2018 (4 место) |
| 2019—20                                             | Чан Хе Джи | Сон Ю Джин  |           |              |                       | ЧРКСП 2019                                            |
| 2020—21                                             | Чан Хе Джи | Сон Ю Джин  |           |              |                       | ЧРКСП 2020                                            |

(скипы выделены полужирным шрифтом)